# Curtis Shears
Curtis Charles Shears (ur. 4 lipca 1901 w Omaha, zm. 30 lipca 1988 w Bonita Springs) – amerykański szpadzista, brązowy medalista igrzysk olimpijskich.
Na igrzyskach olimpijskich w Los Angeles w 1932 roku Amerykanie w składzie: George Calnan, Gustave Heiss, Frank Righeimer, Tracy Jaeckel, Curtis Shears i Miguel de Capriles zdobyli brązowy medal w szpadzie drużynowej. Był to jego jedyny start olimpijski.
Nie zdobył medalu mistrzostw świata. 
Studiował na New York University, uzyskując doktorat z prawa. Pracował w zawodzie w Nowym Jorku.